# Domschule Würzburg

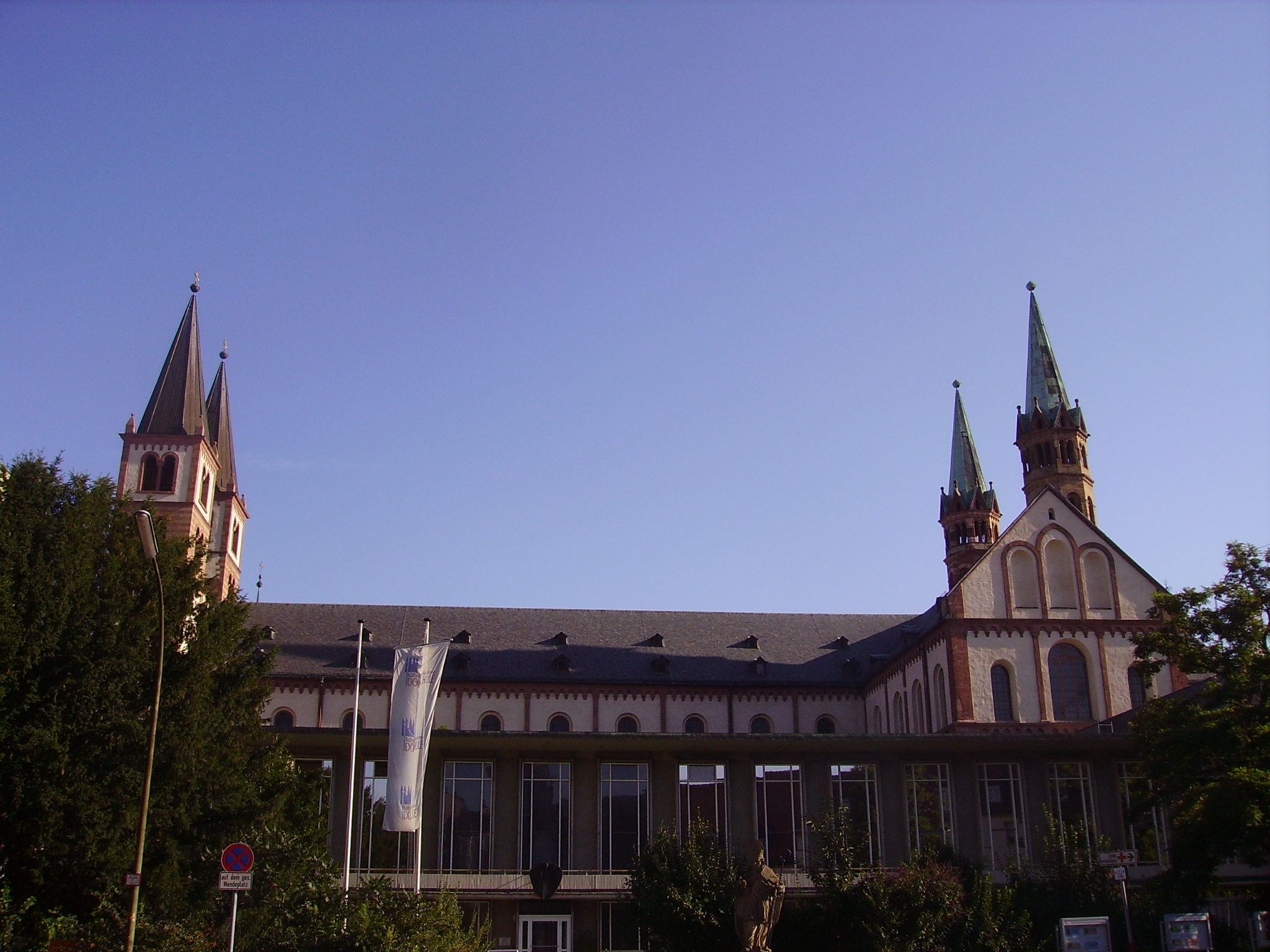
Domschule Würzburg (Burkardushaus)

Die Katholische Akademie Domschule Würzburg (kurz: Domschule Würzburg) ist eine am 27. September 1950 gegründete Bildungseinrichtung der Katholischen Kirche, die vom Bistum Würzburg getragen wird und die in Deutschland die einzige Möglichkeit eines kirchlich anerkannten Fernstudiums der Katholischen Theologie bzw. Religionspädagogik bietet. Der Sitz der Domschule Würzburg und anderer katholischer Organisationen ist das unter Julius Döpfner in Zusammenarbeit mit dem Regierungsbaumeister Gustav Heinzmann 1953/1954 entstandene Burkardushaus, das direkt an den Würzburger Dom angebaut ist.
Die vor dem Burkardushaus Am Bruderhof 1 aufgestellte Statue des heiligen Kilian (siehe Foto rechts) wurde 1717 von Balthasar Esterbauer geschaffen und befand sich ursprünglich am Giebel des nicht mehr vorhandenen Bruderhofportals.

## Aufgabe und Zweck
Die „Domschule Würzburg“ ist nicht zu verwechseln mit der im 8. Jahrhundert entstandenen, bereits im Mittelalter bedeutenden, vom Domkapitel am Würzburger Dom betriebenen Würzburger Domschule mit Kathedralbibliothek, die im 10. Jahrhundert (als der einen vorzüglichen Ruf genießende Stephan von Novara dort lehrte) von dem später heiliggesprochenen Bischof Wolfgang von Regensburg und dem späteren Trierer Erzbischopf Heinrich sowie im 16. Jahrhundert auch von Julius Echter von Mespelbrunn als Schüler besucht wurde.
Die Domschule Würzburg ist eine Bildungseinrichtung des Bistums Würzburg und stellt eine flächendeckende Erwachsenenbildung in den Pfarreien des Bistums sicher. Ferner trägt sie im Rahmen ihrer Familienbildungsarbeit eine besondere Verantwortung für die Ehevorbereitungsseminare in der Diözese Würzburg mit besonderen Angeboten für Paare, die heiraten wollen („Ehevorbereitungskurs“). Daneben gibt sie im Auftrag der Deutschen Bischofskonferenz für den gesamten deutschsprachigen Raum theologische Fernkurse (Theologie im Fernkurs), die der Glaubensvertiefung dienen und zu kirchlich anerkannten beruflichen Qualifikationen führen können.

## Theologie im Fernkurs
Theologie im Fernkurs ist der überdiözesane Arbeitsbereich der Domschule Würzburg. Dieser bietet seit 1970 im Auftrag der Deutschen Bischofskonferenz theologische Fernkurse an und bringt entsprechende Lehrmaterialien zum Selbststudium heraus, die ständig weiterentwickelt werden. Die Kurse sind von der Staatlichen Zentralstelle für Fernunterricht (ZFU) in Köln zugelassen.
Grundsätzlich handelt es sich zwar um Fernkurse, sie werden aber durch Präsenzveranstaltungen in unterschiedlichen Regionen Deutschlands ergänzt.
Studiert werden können folgende Kurse: Basiswissen Theologie, Grundkurs Theologie, Aufbaukurs Theologie, Religionspädagogischer Kurs, Pastoraltheologischer Kurs, Theologische Propädeutikum für das Studium des Kanonischen Rechts, Fernstudium Katholische Religionslehre für staatliche Lehrer/-innen an Grund-, Mittel- und Förderschulen in Bayern und Liturgie im Fernkurs.
Seit 2008 ist der Abschluss der beiden Kurse (Grundkurs Theologie und Aufbaukurs Theologie) für das Klaus-Mörsdorf-Studium der Kanonistik (KMSK) an der Universität München als Theologisches Propädeutikum (erster Zyklus des Kanonistik-Studiums) anerkannt, so dass Absolventen von Theologie im Fernkurs sofort mit dem sechs Semester dauernden zweiten Zyklus des Kanonistikstudiums beginnen können.

## Träger und Leitung
Rechtlich getragen wird die Domschule Würzburg vom Verein Katholische Akademie Domschule Würzburg e. V. 1. Vorsitzender ist Ulrich Konrad, 2. Vorsitzender Adolf Bauer.
Zum 1. Januar 2020 übernahm das Bistum Würzburg die Rechtsträgerschaft des überdiözesanen Arbeitsbereichs Theologie im Fernkurs.
Geleitet wird die Domschule von Rainer Dvorak, dessen Stellvertreter, der Fundamentaltheologe und Philosoph Thomas Franz (* 1962 in Unterleinach), ist Leiter von Theologie im Fernkurs, Geschäftsführerin ist derzeit Andrea Sierl.